# Tratado de São Petersburgo (1875)

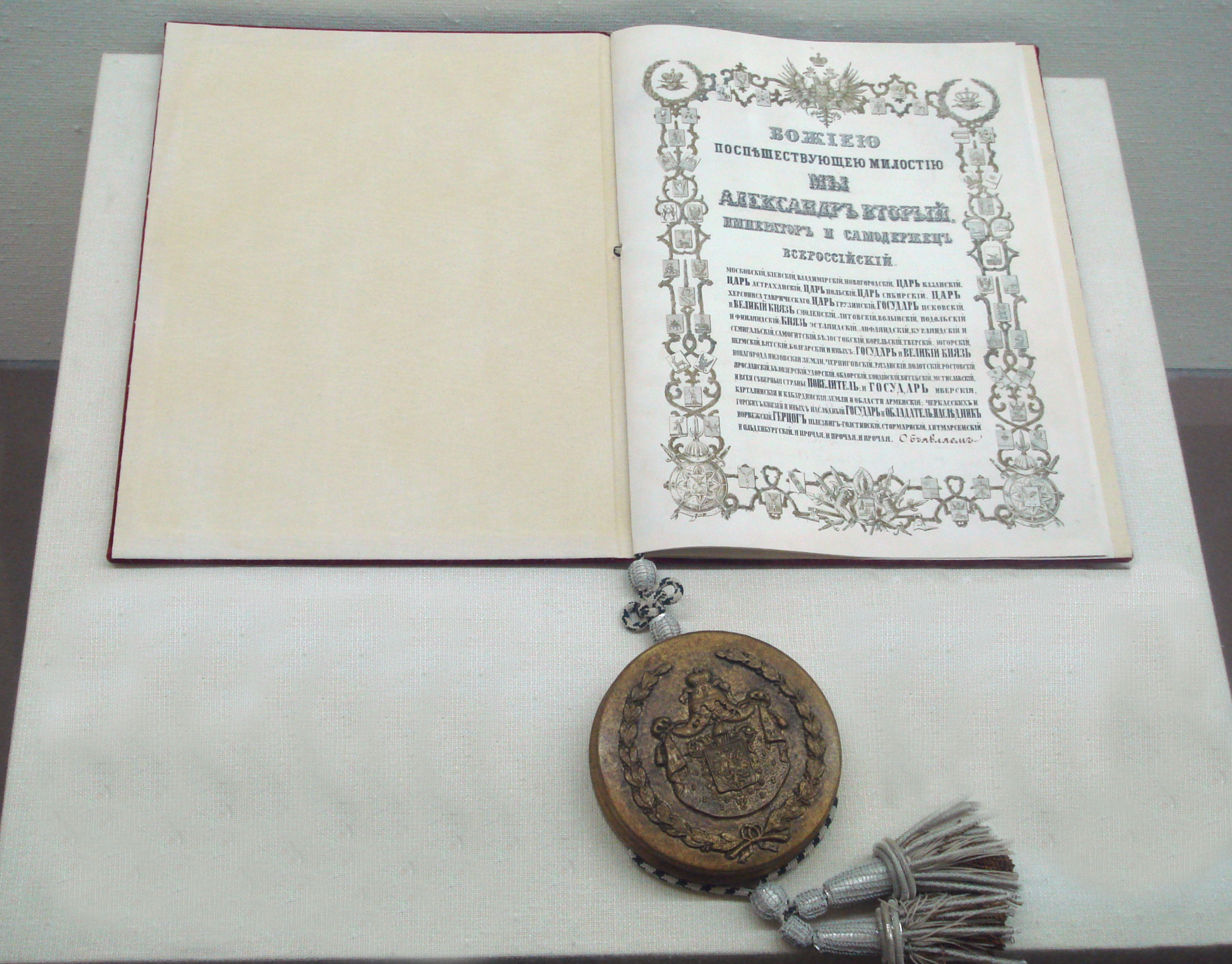
Ratificação do Tratado Japão-Rússia, 22 de agosto de 1875.

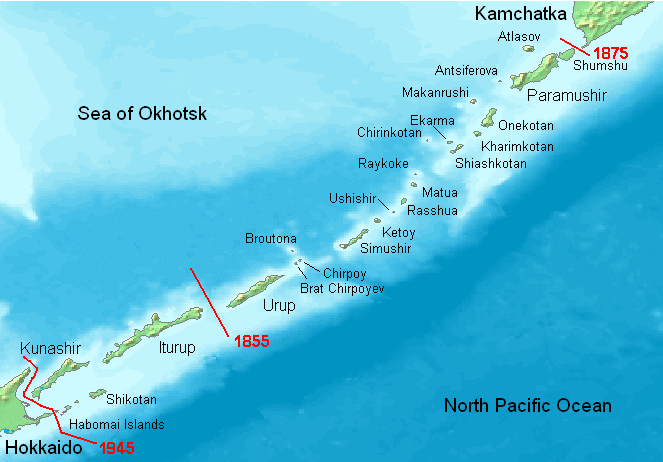
Sucessivas fronteiras das Ilhas Curilas.

O Tratado de São Petersburgo (樺太・千島交換条約, Karafuto-Chishima Kōkan Jōyaku) foi assinado em 7 de maio de 1875 entre o Império do Japão e o Império Russo. Seus termos estipulavam que o Japão cederia a Sacalina em troca da soberania de todas as Ilhas Curilas até à península de Kamchatka.
O tratado foi ratificado em 22 de agosto de 1875.
O Tratado de Shimoda de 1855 definia as fronteiras entre Japão e Rússia como o estreito entre as ilhas de Iturup (Etorofu) e Urup (Uruppu) na cadeia das Curilas, mais deixou o status da Sacalina (Karafuto) em aberto. Sem fronteiras bem definidas, incidentes entre colonos russos e japoneses começaram a ocorrer. A fim de remediar esta situação, o governo japonês enviou um embaixador, Enomoto Takeaki, para São Petersburgo para definir claramente a fronteira. Após um ano de negociações, o Japão concordou em renunciar a suas pretensões na Sacalina, com compensação para os residentes japoneses, acesso para a frota pesqueira no Mar de Okhotsk, dez anos de uso livre dos portos russos na região e posse de todas as Ilhas Curilas.[carece de fontes?]